# ネオ・ダンディズム! - 男の美学 -
ロマンチック・レビュー『ネオ・ダンディズム! - 男の美学 -』 （ネオ・ダンディズム　おとこのびがく。英：Neo Dandyism） は2006年、宝塚歌劇団星組によって初演されたレビュー作品。
作・演出は岡田敬二。 制作・著作は宝塚歌劇団。

## 概要
このレビューはロマンチック・レビュー第18弾で1995年に上演された『ダンディズム!』（真矢みき主演）の続編である。この作品で星組男役トップスターの湖月わたるが退団し、その相手役のトップ娘役白羽ゆりの星組時代最後の作品となった。

## 公演データ
2006年・星組『ネオ・ダンディズム!』
24場。
- 8月11日 - 9月18日　宝塚大劇場　＊初演
- 10月6日 - 11月12日　東京宝塚劇場

併演作品は『愛するには短すぎる』。
2007年・星組『ネオ・ダンディズム!II』
- 8月1日(水) - 8月23日(木)　博多座

併演作品は『シークレット・ハンター』 -この世で、俺に盗めぬものはない-。
2008年・星組『ネオ・ダンディズム!III』
- 11月8日(土) - 12月7日(日)　全国ツアー

併演作品は『外伝ベルサイユのばら』 -ベルナール編-。

### 全国ツアーの公演場所
- 11月8日・9日　梅田芸術劇場・メインホール
- 11月11日　鳥取県立倉吉未来中心・大ホール
- 11月12日　島根県民会館
- 11月14日・15日・16日　福岡市民会館（福岡県）
- 11月18日　iichiko総合文化センター（大分県）
- 11月20日　九州厚生年金会館（福岡県北九州市）
- 11月22日　ひこね市文化プラザ（滋賀県）
- 11月23日・24日　中京大学文化市民会館オーロラホール（旧・名古屋市民会館大ホール）（愛知県）
- 11月26日　山梨県立県民文化ホール
- 11月28日　さいたま市文化センター（埼玉県）
- 11月29日・30日　神奈川県民ホール
- 12月2日・3日　静岡市民文化会館（静岡県）
- 12月5日　アルファあなぶきホール（香川県県民ホール）
- 12月6日・7日　岡山市民会館（岡山県）

## 場面（2006年のデータ）
第一章　オープニング
- 音楽：吉崎憲治

- 振付：羽山紀代美

大階段に大勢の中国様式の男達が立っていて、踊り始める。さらにアオザイ風の衣装を着たレッド・ロータスが加わる。
- ドラゴン - 湖月わたる
- レッド・ロータス - 白羽ゆり
- ダンディS - 安蘭けい

第二章　ネオ・ダンディズム
- 音楽：吉崎憲治
- 振付：羽山紀代美

カサノヴァ風の男がネオ・ダンディズムとは、と歌う。
- 序詞師 - 安蘭けい
- ネオ・ダンディズム - 湖月わたる
- バラの乙女S - 白羽ゆり
- ダンディS - 安蘭けい、立樹遥、涼紫央、柚希礼音

間奏曲（一）　ダンディズムとは
- 音楽：吉崎憲治
- 振付：羽山紀代美

イギリス紳士と4人のヤング・ジェントルマンが"ダンディズム"について歌う。
- エスカイヤ・マン - 英真なおき
- ヤング・ジェントルマン - 大真みらん、綺華れい、和涼華、麻尋しゅん

第三章　アディオス・パンパミーア
- 音楽：吉崎憲治
- 振付：羽山紀代美

アルゼンチンの大草原を舞台に、ガウチョ（カウボーイ）達の恋のやり取りをする場面。
- アルフォンゾ - 湖月わたる
- ビクトリア - 安蘭けい
- ロベルト - 柚希礼音
- マルガリーテ - 陽月華
- カチート - 琴まりえ
- クリスティーナ - 蒼乃夕妃

間奏曲（二）　You and the night and the music
- 音楽：甲斐正人
- 振付：御織ゆみ乃

「You and the night and the music」の曲でヤングガイが歌う。
- ヤングガイ - 立樹遥、涼紫央、大真みらん、綺華れい、和涼華、麻尋しゅん

第四章　キャリオカ
- 音楽：甲斐正人
- 振付：御織ゆみ乃

ピラミッド型の階段。"キャリオカ"の曲にのって踊る。ベルリン公演でのリバイバル・シーン。
- キャリオカの男S1 - 湖月わたる
- キャリオカの男S2 - 安蘭けい
- キャリオカの男S3 - 柚希礼音
- キャリオカの男A - 立樹遥、涼紫央、大真みらん、綺華れい、和涼華、麻尋しゅん
- キャリオカの女S1 - 白羽ゆり
- キャリオカの女S2 - 琴まりえ
- キャリオカの女S3 - 陽月華

間奏曲（三）　恋する男はドン・キホーテ
- 音楽：高橋城
- 振付：室町あかね

二人のダンディとキュートな8人の美女が恋の鞘当をする。
- ダンディI - 立樹遥
- ダンディII - 涼紫央
- キューティー8 - 梅園紗千、真白ふあり、湖咲ひより、華美ゆうか、音花ゆり、純花まりい、妃咲せあら、成花まりん

第五章　惜別 -オマージュ-
- 音楽：玉麻尚一
- 振付：謝珠栄

20世紀初頭のフランスの詩人、ジャン・コクトーと友人達の交流から構想を得た場面。一人の指導的な青年（ポラリス）と友人達の美しい友情と別れを歌と踊りでみせる。
- ポラリス - 湖月わたる
- 友（女）S - 白羽ゆり
- 友（男）S - 安蘭けい

第六章　エレガント・ロケット
- 音楽：高橋城
- 振付：室町あかね

ロケットダンスのシーン。
- ヴァイオレットローズ - 陽月華
- ブラックローズ - 涼乃かつき、初瀬有花

第七章　All by myself
- 音楽：高橋城
- 振付：室町あかね

大階段の中央で、"All by self"を一人の青年が歌い、やがて4人の若者が加わる。
- 歌う青年 - 安蘭けい
- カルテット - 高央りお、大真みらん、和涼華、麻尋しゅん

第八章　Super Duet
- 音楽：高橋城
- 振付：御織ゆみ乃

"真情真美"の曲にのせて愛の歌手がデュエットを歌い踊る。
- 愛の歌手（男） - 湖月わたる
- 愛の歌手（女） - 白羽ゆり

第九章　フィナーレ
- 音楽：高橋城
- 振付：御織ゆみ乃

パレードのシーン。
- フィナーレの紳士S - 湖月わたる
- フィナーレの淑女S - 白羽ゆり
- フィナーレの紳士A - 安蘭けい、立樹遥、涼紫央、柚希礼音
- フィナーレの淑女A - 琴まりえ、陽月華
- エトワール - 音花ゆり

## 出演
2006年
- 湖月わたる
- 白羽ゆり
- 安蘭けい
- 立樹遥
- 涼紫央
- 柚希礼音

他、宝塚歌劇団星組生徒
2007年
- 安蘭けい
- 遠野あすか
- 立樹遥
- 涼紫央

他、宝塚歌劇団星組選抜生徒
2008年
- 安蘭けい
- 遠野あすか
- 立樹遥
- 涼紫央

他、宝塚歌劇団星組選抜生徒

## スタッフ
宝塚大劇場公演のデータ
- 作・演出[7]：岡田敬二[1]
- 作曲[7]・編曲[7]：吉崎憲治、高橋城、甲斐正人、玉麻尚一
- 編曲：脇田稔[7]
- 音楽指揮：岡田良機[7]
- 振付[7]：羽山紀代美、謝珠栄、室町あかね、御織ゆみ乃、山田卓（オリジナル）
- 装置：大橋泰弘[7]
- 衣装：任田幾英[7]
- 照明：勝柴次朗[8]
- 音響：大坪正仁[8]
- 小道具：石橋清利[8]
- 効果：株式会社 宝塚舞台[8]
- 歌唱指導：楊淑美[8]
- 演出助手[8]：大野拓史、稲葉太地
- 訳詞：平野恵子[8]
- 映像：奥秀太郎[8]
- 舞台進行[8]：片桐喜芳、荒金健二
- 制作：村上信夫[8]
- 制作・著作：宝塚歌劇団